# Nicolás de la Cruz
Diego Nicolás de la Cruz Arcosa est un footballeur international uruguayen né le 1er juin 1997 à Montevideo. Il évolue au poste de milieu de terrain au CR Flamengo dans le championnat brésilien.

## Biographie

### En club

#### River Plate
Agé de 20 ans, de la Cruz rejoint en juillet 2017 le club argentin de River Plate qui verse 3 millions de dollars à Liverpool pour 30 % des droits du joueur.
De la Cruz est le demi-frère de Carlos Sánchez, ancien joueur du club qui lui a conseillé ce transfert et transmis la passion pour le club de Núñez .

#### Flamengo
Après six saisons au club millonario, il rejoint Flamengo en décembre 2023 pour disputer le championnat brésilien et la Copa Libertadores. Le transfert est évalué à 15 millions d'euros, il retrouve au club carioca son coéquipier en sélection Giorgian De Arrascaeta.

### En équipe nationale

#### Jeunes
Avec les moins de 20 ans, il participe au championnat de la CONMEBOL des moins de 20 ans en 2017. Il joue neuf matchs lors de ce tournoi, inscrivant trois buts (deux contre l'Argentine, et un contre la Colombie). L'Uruguay remporte cette compétition.
Il dispute dans la foulée la Coupe du monde des moins de 20 ans organisée en Corée du Sud. Lors du mondial junior, il joue six matchs et inscrit deux buts. Il est capitaine lors de cette Coupe du monde. L'Uruguay atteint les demi-finales du mondial, lors desquelles il ouvre le score face au Venezuela, d'un penalty provoqué par Agustín Canobbio (et concédé par Josua Mejías (en)). Jusqu'au bout il croit offrir une place en finale à son équipe (comme en 1997 et 2013), avant qu'un coup franc spectaculaire de Samuel Sosa (occasionné par une faute de Santiago Bueno sur Yangel Herrera) ne vienne remettre les deux équipes à égalité (1-1) dans le temps additionnel de la rencontre. Après des prolongations nulles et vierges, la place en finale se jouera aux tirs au but, une séance que l'Uruguay perd lorsque Wuilker Faríñez sort son tir. Lors de la petite finale contre l'Italie, l'Uruguay (qui aurait pu espérer une troisième place comme en 1979) ne parvient toujours pas à vaincre le signe indien et s'incline une nouvelle fois aux tirs au but, terminant à la quatrième place comme en 1977 et 1999.

#### Equipe nationale
Il fait ses débuts en équipe nationale uruguayenne le 8 octobre 2020 face au Chili dans le cadre des éliminatoires de la Coupe du monde 2022.
Le 10 novembre 2022, il est sélectionné par Diego Alonso pour participer à la Coupe du monde 2022. Il participe à deux matchs de groupe mais ne parvient pas à atteindre les huitièmes de finales, éliminé par le Portugal et la Corée du Sud.

## Statistiques

### En club
| Saison                | Club                  | Championnat           | Championnat | Championnat | Championnat | Coupe(s) nationale(s) | Coupe(s) nationale(s) | Coupe(s) nationale(s) | Supercoupe | Supercoupe | Supercoupe | Compétition(s) continentale(s) | Compétition(s) continentale(s) | Compétition(s) continentale(s) | Compétition(s) continentale(s) | Recopa Sudamericana | Recopa Sudamericana | Recopa Sudamericana | Coupe du Monde des clubs | Coupe du Monde des clubs | Coupe du Monde des clubs | Ligue régionale | Ligue régionale | Ligue régionale | Total | Total | Total |
| Saison                | Club                  | Division              | M.          | B.          | P.d.        | M.                    | B.                    | P.d.                  | M.         | B.         | P.d.       | Comp.                          | M.                             | B.                             | P.d.                           | M.                  | B.                  | P.d.                | M.                       | B.                       | P.d.                     | M.              | B.              | P.d.            | M.    | B.    | P.d.  |
| 2015-2016             | Liverpool FC          | Primera División      | 17          | 1           | 1           | -                     | -                     | -                     | -          | -          | -          | -                              | -                              | -                              | -                              | -                   | -                   | -                   | -                        | -                        | -                        | -               | -               | -               | 17    | 1     | 1     |
| 2016                  | Liverpool FC          | Primera División      | 11          | 4           | 2           | -                     | -                     | -                     | -          | -          | -          | -                              | -                              | -                              | -                              | -                   | -                   | -                   | -                        | -                        | -                        | -               | -               | -               | 11    | 4     | 2     |
| 2017                  | Liverpool FC          | Primera División      | 7           | 3           | 0           | -                     | -                     | -                     | -          | -          | -          | CS                             | 1                              | 0                              | 0                              | -                   | -                   | -                   | -                        | -                        | -                        | -               | -               | -               | 8     | 3     | 0     |
| Sous-total            | Sous-total            | Sous-total            | 34          | 8           | 3           | -                     | -                     | -                     | -          | -          | -          | -                              | 1                              | 0                              | 0                              | -                   | -                   | -                   | -                        | -                        | -                        | -               | -               | -               | 35    | 8     | 3     |
| 2017-2018             | River Plate           | PD                    | 14          | 0           | 4           | 2                     | 0                     | 0                     | -          | -          | -          | CL                             | 1                              | 0                              | 2                              | -                   | -                   | -                   | -                        | -                        | -                        | -               | -               | -               | 17    | 0     | 6     |
| 2018-2019             | River Plate           | PD                    | 17          | 1           | 2           | 11                    | 3                     | 2                     | -          | -          | -          | CL                             | 12                             | 3                              | 3                              | 2                   | 0                   | 0                   | 2                        | 0                        | 1                        | -               | -               | -               | 44    | 7     | 8     |
| 2019-2020             | River Plate           | PD                    | 17          | 4           | 6           | 9                     | 3                     | 1                     | 1          | 1          | 1          | CL                             | 11                             | 3                              | 2                              | -                   | -                   | -                   | -                        | -                        | -                        | -               | -               | -               | 38    | 11    | 10    |
| 2021                  | River Plate           | PD                    | 11          | 4           | 1           | 11                    | 1                     | 3                     | -          | -          | -          | CL                             | 7                              | 0                              | 0                              | -                   | -                   | -                   | -                        | -                        | -                        | -               | -               | -               | 29    | 5     | 4     |
| 2022                  | River Plate           | PD                    | 21          | 3           | 5           | 14                    | 1                     | 3                     | -          | -          | -          | CL                             | 7                              | 2                              | 0                              | -                   | -                   | -                   | -                        | -                        | -                        | -               | -               | -               | 42    | 6     | 8     |
| 2023                  | River Plate           | PD                    | 17          | 4           | 0           | 13                    | 2                     | 0                     | 1          | 0          | 0          | CL                             | 7                              | 1                              | 3                              | -                   | -                   | -                   | -                        | -                        | -                        | -               | -               | -               | 38    | 7     | 3     |
| Sous-total            | Sous-total            | Sous-total            | 97          | 16          | 17          | 60                    | 10                    | 9                     | 2          | 1          | 1          | -                              | 45                             | 9                              | 10                             | 2                   | 0                   | 0                   | 2                        | 0                        | 1                        | -               | -               | -               | 208   | 36    | 38    |
| 2024                  | CR Flamengo           | Série A               | 6           | 2           | 2           | 1                     | 0                     | 0                     | -          | -          | -          | CL                             | 4                              | 0                              | 0                              | -                   | -                   | -                   | -                        | -                        | -                        | 11              | 0               | 1               | 22    | 2     | 3     |
| Total sur la carrière | Total sur la carrière | Total sur la carrière | 137         | 26          | 22          | 61                    | 10                    | 9                     | 2          | 1          | 1          | -                              | 50                             | 9                              | 10                             | 2                   | 0                   | 0                   | 2                        | 0                        | 1                        | 11              | 0               | 1               | 265   | 46    | 44    |

### En sélection nationale
| Saison                | Sélection             | Phases finales        | Phases finales | Phases finales | Phases finales | Éliminatoires CDM | Éliminatoires CDM | Éliminatoires CDM | Matchs amicaux | Matchs amicaux | Matchs amicaux | Total | Total | Total |
| Saison                | Sélection             | Compétition           | M              | B              | Pd             | M                 | B                 | Pd                | M              | B              | Pd             | M     | B     | Pd    |
| --------------------- | --------------------- | --------------------- | -------------- | -------------- | -------------- | ----------------- | ----------------- | ----------------- | -------------- | -------------- | -------------- | ----- | ----- | ----- |
| 2020-2021             | Uruguay               | Copa América 2021     | 4              | 0              | 0              | 5                 | 0                 | 0                 | -              | -              | -              | 9     | 0     | 0     |
| 2021-2022             | Uruguay               | -                     | -              | -              | -              | 4                 | 0                 | 0                 | 2              | 1              | 0              | 6     | 1     | 0     |
| 2022-2023             | Uruguay               | Coupe du monde 2022   | 2              | 0              | 0              | -                 | -                 | -                 | 2              | 1              | 0              | 4     | 1     | 0     |
| 2023-2024             | Uruguay               | Copa América 2024     | 5              | 0              | 2              | 6                 | 3                 | 3                 | 1              | 0              | 0              | 12    | 3     | 5     |
| Total sur la carrière | Total sur la carrière | Total sur la carrière | 11             | 0              | 2              | 15                | 3                 | 3                 | 5              | 2              | 0              | 31    | 5     | 5     |

| Buts en sélection de Nicolás de la Cruz | Buts en sélection de Nicolás de la Cruz | Buts en sélection de Nicolás de la Cruz | Buts en sélection de Nicolás de la Cruz | Buts en sélection de Nicolás de la Cruz | Buts en sélection de Nicolás de la Cruz | Buts en sélection de Nicolás de la Cruz |
| 0                                       | Date                                    | Lieu                                    | Adversaire                              | Score                                   | Résultat                                | Compétition                             |
| --------------------------------------- | --------------------------------------- | --------------------------------------- | --------------------------------------- | --------------------------------------- | --------------------------------------- | --------------------------------------- |
| 1                                       | 9 septembre 2023                        | Estadio Centenario, Montevideo, Uruguay | Chili                                   | 1-0                                     | 3-1                                     | Qualif CDM 2026 zone Am.Sud             |
| 2                                       | 9 septembre 2023                        | Estadio Centenario, Montevideo, Uruguay | Chili                                   | 3-0                                     | 3-1                                     | Qualif CDM 2026 zone Am.Sud             |
| 3                                       | 18 octobre 2023                         | Estadio Centenario, Montevideo, Uruguay | Brésil                                  | 2-0                                     | 2-0                                     | Qualif CDM 2026 zone Am.Sud             |

## Palmarès

### En club
| Liverpool FC (1)                                               | River Plate (10) |
| -------------------------------------------------------------- | --- |
| - Championnat d'Uruguay de deuxième division - Champion : 2015 | - Championnat d'Argentine (2) : - Champion : 2021 et 2023 - Coupe d'Argentine (2) - Vainqueur : 2017 et 2019 - Supercoupe d'Argentine (4) : - Vainqueur : 2017, 2019, 2021 et 2023 - Copa Libertadores - Vainqueur : 2018 - Recopa Sudamericana - Vainqueur : 2019 |

### En sélection
| Équipe d'Uruguay des moins de 20 ans (1)                            |
| ------------------------------------------------------------------- |
| - Championnat de la CONMEBOL des moins de 20 ans - Vainqueur : 2017 |